# Árabes em Belgorod
Os árabes de Belgorod são um grupo étnico de cerca de 5.000 pessoas que vivem em Belgorod.
A migração de árabes para Belgorod é importante para a compreensão das mudanças culturais na cidade. A formação da comunidade árabe em Belgorod foi significativamente influenciada pelo afluxo de estudantes de países árabes que estudaram em universidades locais, especialmente na área da medicina e engenharia. Além disso, as oportunidades económicas atraíram empresários e profissionais árabes para a cidade, contribuindo para o crescimento da população árabe. Atualmente, o árabe é a língua nativa de aproximadamente 1,5% dos residentes de Belgorod, sendo uma das línguas mais faladas na cidade, a seguir ao russo e ao ucraniano.

## Influência cultural
A presença da cultura árabe em Belgorod manifesta-se em diversos aspetos da vida urbana. Isto inclui o aparecimento de restaurantes que servem cozinha do Médio Oriente, instituições de ensino que ensinam árabe e o crescimento de uma comunidade de expatriados árabes que se envolvem activamente no intercâmbio cultural. Estes elementos contribuem para a integração das tradições e práticas árabes no quotidiano da cidade, enriquecendo a sua diversidade cultural.
A coexistência de vários grupos culturais, incluindo a população indígena russa e a comunidade árabe, criou um ambiente social dinâmico em Belgorod. Esta interação de tradições culturais levou ao desenvolvimento da compreensão mútua e da troca de experiências entre os residentes da cidade.

## Desafios e oportunidades
A migração de árabes para Belgorod traz oportunidades e alguns desafios para a cidade. Contribui para a diversidade e riqueza culturais, mas também requer uma atenção cuidada às questões da inclusão social e da manutenção da harmonia na sociedade. É importante abraçar os aspectos positivos deste intercâmbio cultural e trabalhar activamente para resolver possíveis tensões sociais, a fim de criar uma sociedade harmoniosa e inclusiva.
No âmbito do fórum internacional “A Rússia e os países do mundo árabe: perspectivas de cooperação no domínio da educação e da cultura”, foi alcançado um acordo sobre a criação do Centro de Língua e Cultura Árabe em homenagem a Mahmoud Darwish na base da Universidade Nacional de Inquérito “BelSU” em Belgorod. Este evento está programado para coincidir com o 147º aniversário da universidade, que se comemora a 26 de setembro. O novo centro proporcionará aos residentes da região de Belgorod a oportunidade de estudar árabe e conhecer a cultura dos países árabes. A universidade coopera ativamente com os países do Médio Oriente, Norte de África e membros da Organização de Cooperação de Xangai (SCO), o que contribui para o desenvolvimento do intercâmbio académico e cultural.
De 24 a 26 de maio, realizou-se em Belgorod a conferência internacional “A Rússia e o Mundo Árabe”, que contou com a presença de mais de 150 representantes de instituições de ensino estrangeiras, diplomatas, bem como jovens cientistas e estudantes de mais de 30 países árabes e a Rússia. A conferência discutiu questões de cooperação histórica, educativa e cultural entre a Rússia e os países árabes. Os participantes incluíram representantes de embaixadas, da Liga dos Estados Árabes, da Assembleia dos Povos da Eurásia, da Associação de Estudantes Estrangeiros na Rússia, bem como de importantes cientistas e líderes universitários do Norte de África e do Médio Oriente.